# Ethoxysulfuron
Ethoxysulfuron ist eine chemische Verbindung aus der Gruppe der Sulfonylharnstoffe.

## Eigenschaften
Ethoxysulfuron ist ein beiger Feststoff, der löslich in Wasser ist.

## Verwendung
Die Verbindung ist ein von Hoechst (später AgrEvo) Ende der 1990er-Jahre entwickeltes selektives Sulfonylharnstoff-Herbizid.
Es wird vor allem über die Wurzeln aufgenommen und dann in der Pflanze verteilt. Es inhibiert die Biosynthese von Aminosäuren mit verzweigter Seitenkette. Dadurch wird die Synthese der essentiellen Aminosäuren Valin und Isoleucin gehemmt. Es kommt zur Hemmung der Zellteilung und somit zum Wachstumsstillstand. Die Selektivität gegenüber Kulturpflanzen beruht darauf, dass der Wirkstoff in diesen deutlich schneller abgebaut wird als in Unkrautpflanzen und somit die Kulturpflanzen nicht geschädigt werden.
Die bevorzugte Anwendung liegt in der Bekämpfung breitblättriger Unkräuter in Getreide-, Reis- und Zuckerrübenkulturen.
In Deutschland und der EU sind keine Pflanzenschutzmittel zugelassen, die diesen Wirkstoff enthalten.

## Nachweis
Die Rückstandsbestimmung in Pflanze und Boden erfolgt mittels HPLC-Methode.